# Sebastião José de Sampaio Melo e Castro de Lusignan
Sebastião José de Sampaio Melo e Castro de Lusignan (Lisboa, 13 de Fevereiro de 1764 – Lisboa, 2 de Fevereiro de 1826) foi um juiz e maçon português.

## Família
Filho segundo do Tenente-General António de Sampaio Melo e Castro Moniz e Torres de Lusignan, 1.º Conde de Sampaio, Governador das Armas de Trás-os-Montes e Alto Douro, e de sua mulher Teresa Violante Eva Judite de Daun, filha de Sebastião José de Carvalho e Melo, 1.º Conde de Oeiras e 1.º Marquês de Pombal.

## Biografia
Licenciado em Leis pela Faculdade de Leis da Universidade de Coimbra e Magistrado, ascendeu a Juiz Desembargador Extraordinário do Tribunal da Relação do Porto de 1789 a 1794 e da Casa da Suplicação de Lisboa desde 1794, e foi investido Cavaleiro da Ordem de Cristo em 1795.
Era Liberal, como outros membros da sua família, nomeadamente o seu irmão mais velho, o 2.° Conde de Sampaio, que viria a fazer parte da Junta Governativa de Lisboa e do Conselho de Regência saídos da Revolução Liberal do Porto de 1820.
Foi iniciado na Maçonaria em data e Loja ignoradas, com o nome simbólico de Epicteto, logo depois mudado para Egas Moniz. Eleito 1.º Grão-Mestre do novel Grande Oriente Lusitano em 1803?/1804, exerceu funções até 1809. Em 1808 é Membro do respectivo Conselho Conservador.
A 25 de Abril de 1804, é assinado um Tratado de Amizade entre o Grande Oriente Lusitano e o Grande Oriente de França. Este Tratado foi subscrito, por parte do Grande Oriente Lusitano, entre outros, pelo Grão-Mestre Maçon Egas Moniz (nome simbólico de Sebastião José de Sampaio Melo e Castro de Lusignan, Grão-Mestre do Grande Oriente Lusitano), já elevado ao Grau de Cavaleiro Rosa-Cruz, indicio de que as Ordens de Sabedoria do Rito Moderno ou Francês (vulgo Altos Graus ou Alta Maçonaria) existiam em Portugal, pelo menos desde 1802, ano da instalação do Grande Oriente Lusitano. Este Tratado de Amizade entre o Grande Oriente Lusitano e o Grande Oriente de França, garante a existência das Ordens de Sabedoria do Rito Moderno ou Francês, em Portugal, a partir de 1804. Instituiu-se, deste modo, o Soberano Grande Capítulo de Cavaleiros Rosa Cruz - Grande Capítulo Geral do Rito Francês de Portugal. O Soberano Grande Capítulo de Cavaleiros Rosa-Cruz de Portugal, trabalhou nas Ordens de Sabedoria do Rito Moderno ou Francês, desde 1804 até 1939 ininterruptamente, prosseguindo até hoje.
De acordo com a Constituição do Grande Oriente Lusitano publicada em 1806, o Rito Moderno ou Francês era oficialmente praticado no Grande Oriente Lusitano.
Perseguido pela Polícia, foi preso e deportado para os Açores em Setembro de 1810, na Setembrizada, nos dias 10 e 11 de Setembro deste ano, conseguindo depois, logo em Outubro seguinte, por influência da Maçonaria Inglesa, expatriar-se em Londres, na Grã-Bretanha e Irlanda, onde recebeu bom acolhimento, sendo hospedado pelo então Grão-Mestre da Grande Loja de Inglaterra, o Príncipe Augusto Frederico, Duque de Sussex. De Londres passou a Paris, em França, em 1814. Regressou a Portugal em Maio de 1815, estando já em 1821 aposentado do seu lugar de Juiz Desembargador.